# Stele der Samakion

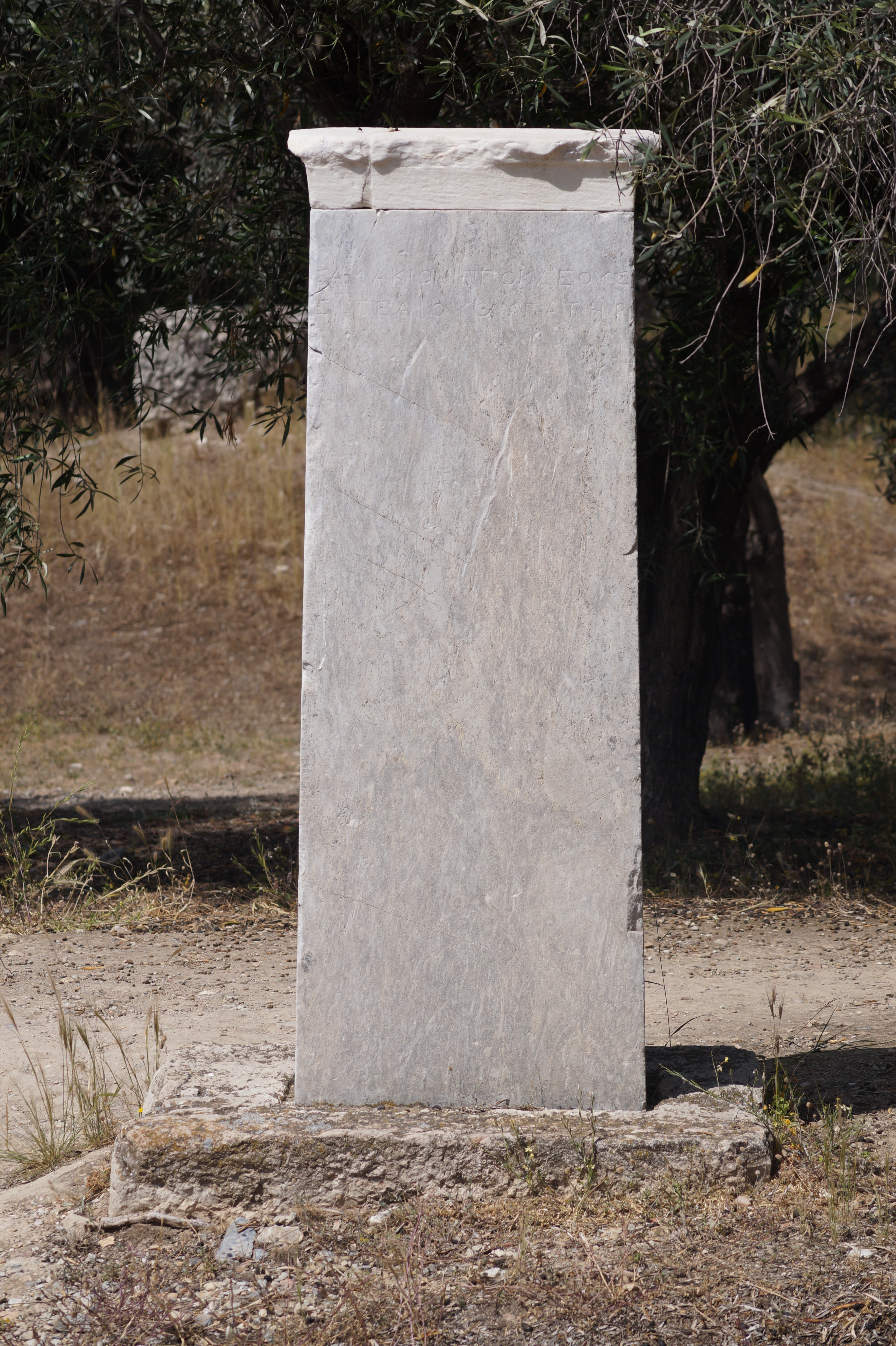
Stele der Samakion

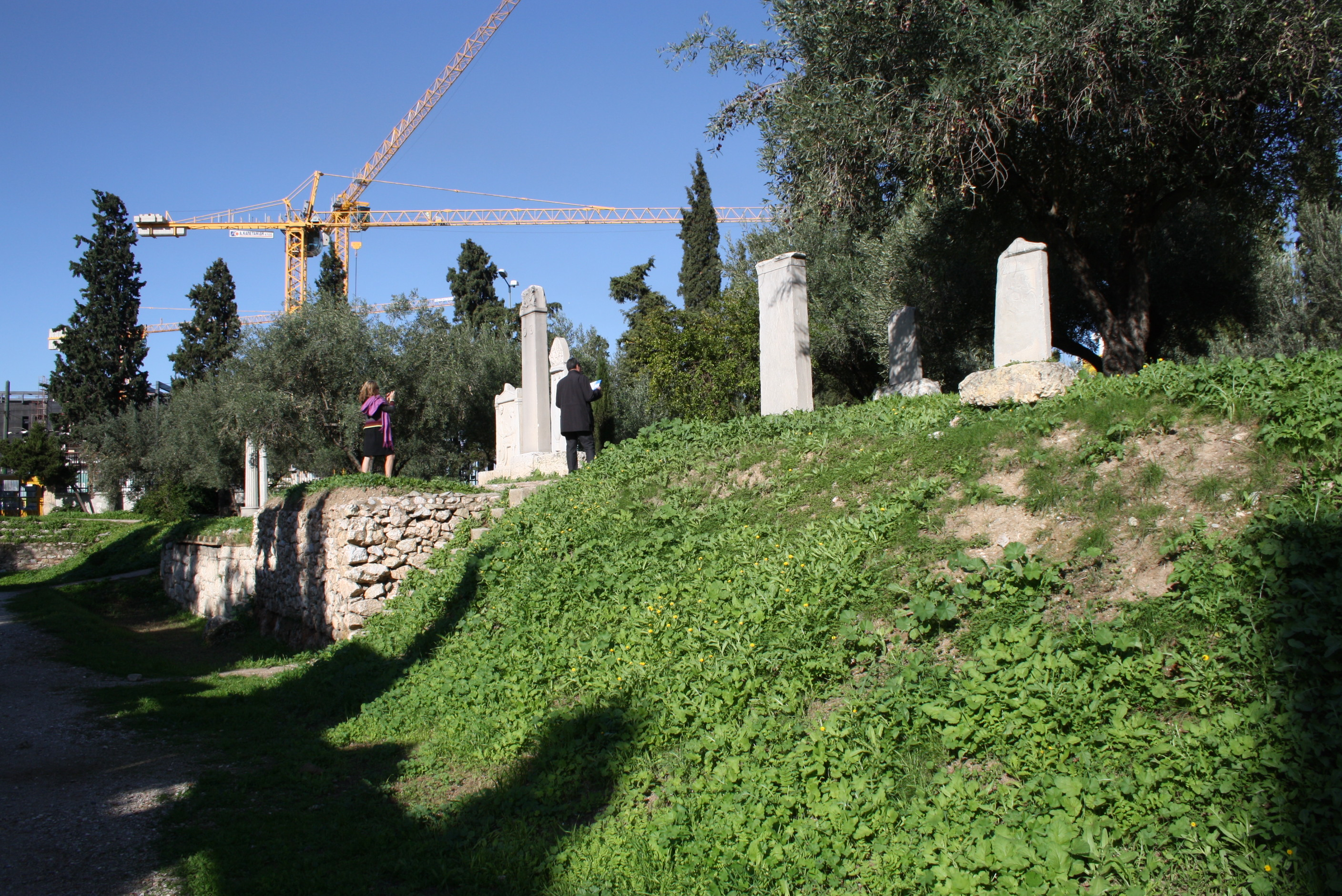
Die linke Stele auf dem vorderen grünen Hügel ist die Samakionstele, in der Mitte die Stele ohne Inschrift, rechts die Stele des Reiters Menes, auf der linken Seite des Bildes ist der Grabbezirk des Koroibos.

Die Stele der Samakion, auch Samakionstele, ist eine schlichte Marmorstele auf dem antiken athenischen Friedhof Kerameikos.
Die Stele der Samakion wurde östlich des Grabbezirks des Koroibos, neben einer Stele ohne Inschrift sowie der Stele des Reiters Menes, errichtet. Es handelt sich um eine schlichte Stele, die 165 Zentimeter hoch ist. Sie besteht aus zwei Teilen und ist in einer Basis aus Piräuskalk verankert. Der Stelenschaft besteht aus dem bläulich-grauen Marmor des Hymettos, ein separat gefertigtes, mit Eisendübeln befestigtes Profil aus pentelischem Marmor schließt die Stele an der Oberseite ab. Die Samakionstele wurde bei Ausgrabungen im Frühjahr 1870 gefunden und stand ursprünglich wohl auf einem Tumulus. Bei späteren Grabungen zwischen 1937 und 1940 wurde unter Karl Kübler auch das zugehörige Grab gefunden.
Die aufgebrachte Inschrift lautet Samakion, die Tochter des Hippokles aus dem Demos Eitea. Der Vater war vermutlich Hippokles, Sohn des Demokles aus dem Demos Eitea, der von den Demoten Eiteas für seine Verdienste mit einem goldenen Kranz geehrt wurde. Ob es sich bei Eitea um den Demos in der Phyle Akamantis oder in der Phyle Antiochis handelte, ist nicht zu klären. Die Buchstabenform der Samakionstele lässt auf eine Anfertigung im letzten Viertel des 4. Jahrhunderts v. Chr. schließen, was aufgrund des Grabluxusgesetzes (317/307 v. Chr.) die Errichtungszeit weiter einschränkt.